# Bếp trấu

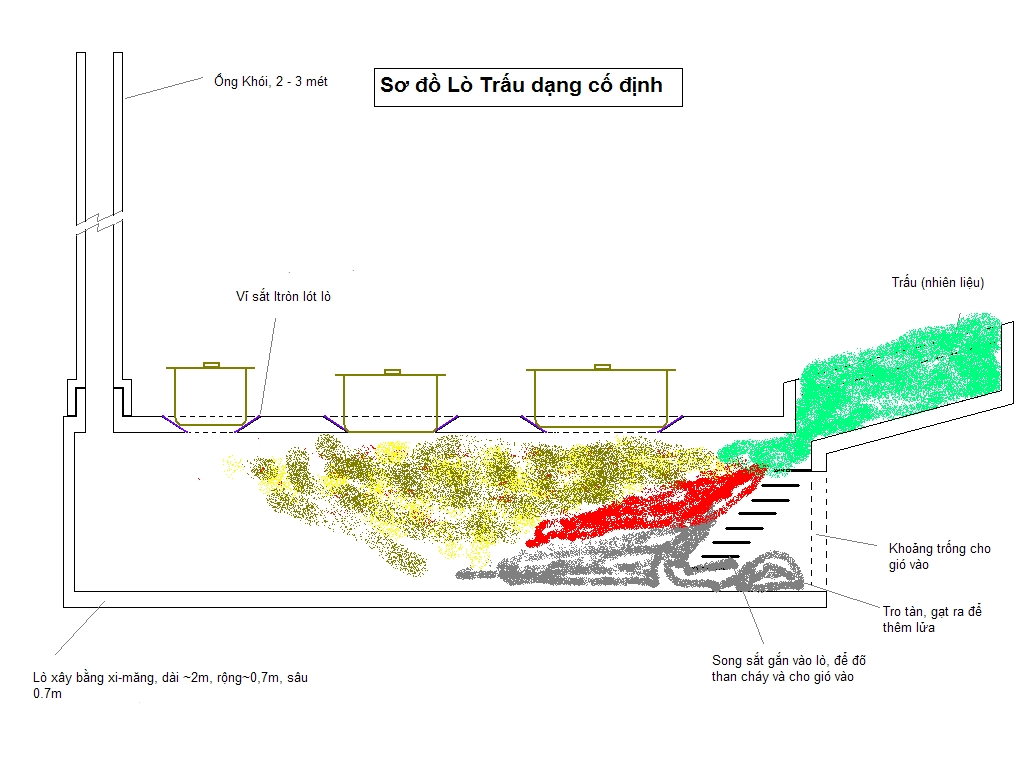
Lò Trấu dạng cố định

Lò trấu hay còn gọi bếp trấu là một loại bếp nấu dùng nguyên liệu là trấu là chủ yếu. Bếp trấu thường gắn với vùng nông thôn Việt Nam.

## Tên gọi
Lò Trấu hay bếp trấu là tên đặt do việc sử dụng trấu thải ra khi xay lúa lấy gạo, dùng trấu làm nhiên liệu cho lò bếp để nấu ăn.

## Lịch sử
Lò trấu được dùng phổ biến nhất ở Việt Nam (1950)
lò trấu có điểm tương đồng với lò Castrol Stove của kiến trúc sư người Pháp vào khoảng năm 1735, và các định dạng lò châu Âu trong khoảng 1830, ở chỗ dùng ống khói thoát hơi, dùng vỉ sắt nhiều cỡ đặt trên lỗ lò để thích ứng với các cỡ của nồi niêu xoong chảo.Một định dạng mới cải tiến là lò trầu nhỏ di động, có thể vào khoảng thập niên 1970 - 1980. Lò trấu nhỏ di động và hữu hiệu này đã là mục tiêu cho nhiều cuộc xét nghiêm quốc tế.
Như gần đây, lò trầu nhỏ di động đã được phân phối trong vùng Negros của Philippines, trong "Những chương trình thử nghiệm phát triển nông nghiệp bền vững vùng Nam Negros" (The Southern Negros Sustainable Agriculture Demonstration Projects) vào khoảng những năm 1990. Điều này có thể cho thấy Lò Trấu đã không được cộng đồng thế giới chú ý đúng mức, cũng như tiềm năng của trấu như một nhiên liệu trong một thời gian khá dài; trong khi Lò trấu đã được sử dụng tại Việt Nam từ lâu.

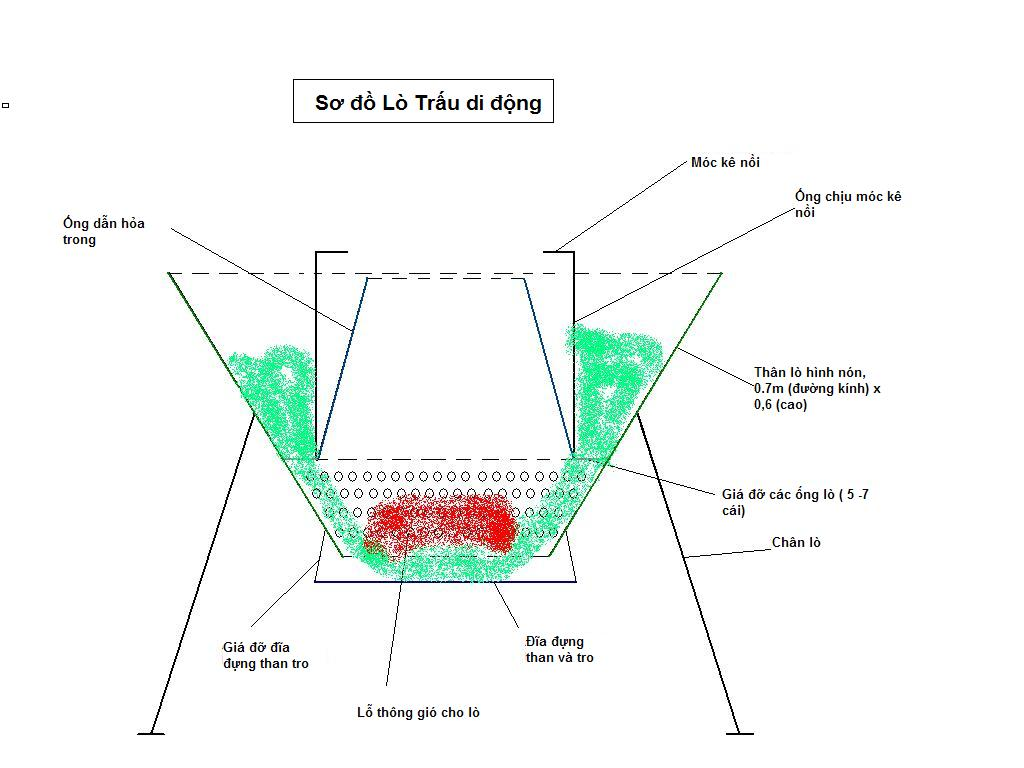
Lò trấu di động

## Nguyên tắc vận hành
Cả hai định dạng của lò trấu được khởi động bằng cách dùng các vật liệu dễ cháy như lá dừa khô, cành nhỏ hay giấy báo chuồi vào trong trấu nơi khai hỏa. Khi lửa đã bén, luồng khí nóng bốc lên hay theo ống thoát hơi sẽ hút mạnh làm cho ngọn lửa nhanh chóng mạnh lên. Để kiểm soát độ lửa, trấu được đẩy thêm vào trong buồng đốt, và cũng cần móc bớt tro trong lò ra.

## Nhiên liệu
Mặc dù gọi là lò trấu, nhưng lò trấu rất đa năng, có thể dùng mạt cưa, lá cây, lá dừa, cành cây nhỏ làm nhiên liệu. Ngay cả củi lớn cho vào lò cũng đốt được, (nhưng khả năng kiểm soát sức lửa sẽ kém đi).

## Hiệu năng
Lò lộ thiên như lò "Ông Táo" có bốn thất lợi: Nguy hiểm phát hỏa cho gia cư, tạo nhiều khói, than đen đóng dơ nồi niêu, và nhiệt năng phần lớn bị lãng phí. Thiết kế của Lò Trấu dẫn tới nhiên liệu cháy hoàn toàn thành tro mịn như bễ lò rèn, nhiệt năng được tận dụng, và đồ gia dụng khộng bị ám khói đen. Khảo nghiệm thực tế cho thấy, lò trấu di động chỉ cần 5 phút và 180g trấu để đun sôi cùng một lượng nước; so với việc đùng hơi xăng lỏng (liquefied petroleum gas-LPG) (5 phút), lò củi (15 phút) hay lò than (20 phút). Cần để ý rằng trong thí nghiệm này cả lò đốt củi và than cần phải dẫn hỏa bằng dầu lửa, trong khi lò trấu không cần như vậy.

## Tiện ích và bất lợi
Lò trấu dạng cồ định phải được gắn ráp và trở thành một phần của nhà bếp. Cách ly giữa lò và vách, ống khói và trần nhà bếp phải chú ý làm thích hợp để không dẫn tới hỏa hoạn. Thân lò không có lớp cách nhiệt, có thể làm bỏng da nếu người dùng sơ ý. Về một mặt khác, hơi nóng từ lò tỏa ra có thể dùng như một lò sưởi tùy theo mùa màng, thời tiết. Lò di động canh tân thì làm bằng sắt cuốn, mau cháy vì oxy hóa và hư khỏng hơn lò cố định.